# David de Stern
Pour les autres membres de la famille, voir Famille Stern.
David, vicomte de Stern (Francfort-sur-le-Main - 19 janvier 1877, Londres), est un banquier britannique d'origine allemande.

## Biographie
D'une famille de banquiers, frère d'Antoine Jacob Stern, il fonde avec son frère Hermann la banque Stern Brothers à Londres en 1844. Il est directeur de l'Imperial Bank.
Stern est membre de la Commission of Lieutenancy de la Cité de Londres.
Il est créé vicomte en 1869 par le roi de Portugal pour les services qu'il a rendus au Portugal (son frère Hermann est créé baron en même temps).
Stern épouse Sophia Goldsmid, fille de Aaron Asher Goldsmid et nièce de Sir Isaac Lyon Goldsmid. Il est le père de Sydney Stern, 1er baron Wandsworth, et de Sir Edward Stern, ainsi que le beau-père de Francis Lucas.